# 릭 호프먼
릭 호프먼(Rick Hoffman, 1970년 6월 12일 ~ )은 미국의 배우이다.

## 출연 작품

### 영화
- 컨스피러시 (1997)
- 온 투 보더 (1998, Border to Border)
- 스키드마크 (1998, Johnny Skidmarks)
- 베터 웨이 투 다이 (2000, A Better Way to Die)
- 블러드 워크 (2002)
- I Love Your Work (2003)
- 셀룰러 (2004)
- Paradise (2004)
- Our Time Is Up (2004)
- 호스텔 (2005)
  - 호스텔 2 (2007)
- 컨뎀드 (2007)
- 포스탈 (2007)
- 스마일리 페이스 (2007)
- Locker 13 (2014)
- 블랙 프라이데이 (2023) - 토머스 라이트 역

### 텔레비전
- 버니 맥 쇼 (2002-05)
- 커맨더 인 치프 (2006)
- 척 (2007)
- 사만다 후? (2007-09)
- NCIS (2008)
- 나이트 라이더 (2009)
- 슈츠: 두 변호사 (2011-19)